# Anastasios Riniotis
Anastasios Riniotis (griechisch Αναστάσιος Ρινιώτης; * 17. April 1983 in Athen) ist ein griechischer Tischtennisspieler. Er wurde mit der Mannschaft 2013 Vize-Europameister. 

## Werdegang
Erste internationale Auftritte hatte der Grieche im Jahr 2000 bei der Jugend-Europameisterschaft. Hier schied er jedoch bereits in der ersten Runde aus. Die Teilnahme am Doppel, Mixed- und Teamwettbewerb blieben im verwehrt.
2008 nahm er an seiner ersten Erwachsenen-WM teil, die Mannschaft musste allerdings früh das Handtuch werfen. Insgesamt spielte er bis 2018 bei fünf weiteren Weltmeisterschaften mit, kam aber nie in die Nähe von Medaillenrängen.
Im Jahr 2013 konnte Riniotis Silber im Teamwettbewerb bei der Europameisterschaft gewinnen, der bisher größte Erfolg seiner Karriere.
Riniotis war auch in Deutschland in der 2. Bundesliga aktiv. In der Saison 2004/05 spielte er beim TTC Eilenburg, danach bis 2006 bei Ileburger TTC Sachsen Döbeln, ehe er nach Piräus in Griechenland wechselte.

## Turnierergebnisse
| Verband | Veranstaltung              | Jahr | Ort        | Land | Einzel     | Doppel | Mixed      | Team          |
| ------- | -------------------------- | ---- | ---------- | ---- | ---------- | ------ | ---------- | ------------- |
| GRE     | Europameisterschaft        | 2017 | Luxemburg  | LUX  |            |        |            | Viertelfinale |
| GRE     | Europameisterschaft        | 2014 | Lissabon   | POR  |            |        |            | 12            |
| GRE     | Europameisterschaft        | 2013 | Schwechat  | AUT  | Qual.      | Qual.  |            | 2             |
| GRE     | Europameisterschaft        | 2009 | Stuttgart  | GER  |            |        |            | 18            |
| GRE     | Jugend-Europameisterschaft | 2000 | Bratislava | SVK  | letzte 128 |        |            |               |
| GRE     | World Tour                 | 2018 | Bremen     | GER  | Qual.      |        |            |               |
| GRE     | Weltmeisterschaft          | 2018 | Halmstad   | SWE  |            |        |            | 33            |
| GRE     | Weltmeisterschaft          | 2017 | Düsseldorf | GER  | letzte 128 | Qual.  |            |               |
| GRE     | Weltmeisterschaft          | 2014 | Tokio      | JPN  |            |        |            | 9             |
| GRE     | Weltmeisterschaft          | 2011 | Rotterdam  | NED  | Qual.      | Qual.  | letzte 128 |               |
| GRE     | Weltmeisterschaft          | 2010 | Moskau     | RUS  |            |        |            | 20            |
| GRE     | Weltmeisterschaft          | 2008 | Guangzhou  | CHN  |            |        |            | 23            |